# John Boyd (acteur)
Pour les articles homonymes, voir John Boyd et Boyd.
John H. Boyd (né le 22 octobre 1981 à New York) est un acteur américain. Il est surtout connu pour son rôle d'Arlo Glass dans la huitième saison de la série télévisée 24. Il a également joué aux côtés de Ben Affleck et Bryan Cranston dans le film Argo (2012). Entre 2014 et 2017, il tient le rôle de l'agent spécial James Aubrey dans la série Bones (saison 10, 11 et 12).
Il est diplômé du Bennington College et commence sa carrière d'acteur en 2005.

## Filmographie

### Cinéma
| Année | Film                      | Rôle          | Notes         |
| ----- | ------------------------- | ------------- | ------------- |
| 2005  | Stay                      | Louis         | Court métrage |
| 2005  | The Notorious Bettie Page | Jack          |               |
| 2005  | Building Girl             | Colin         |               |
| 2006  | Follow Me                 | Grover        | Court métrage |
| 2006  | Fields of Freedom         | Soldat Dooley |               |
| 2006  | La Jeune Fille de l'eau   | Fumeur        |               |
| 2007  | Careless                  | Ivrogne       |               |
| 2009  | Pour l'amour de Bennett   | Wyatt         |               |
| 2009  | Mercy                     | Erik          |               |
| 2010  | Jelly                     | Floyd Marks   |               |
| 2012  | Argo                      | Lamont        |               |
| 2018  | Peppermint                | Marvin        |               |

### Télévision
| Année       | Titre                       | Rôle                      | Notes                                |
| ----------- | --------------------------- | ------------------------- | ------------------------------------ |
| 2005        | New York, police judiciaire | Zack Burns                | épisode "Locomotion"                 |
| 2006        | Law & Order                 | Kenny Ellis               | épisode "Profiteer"                  |
| 2008        | Fringe                      | Ian Spencer (non-crédité) | Saison 1 épisode 7                   |
| 2010        | 24                          | Arlo Glass                | 24 épisodes                          |
| 2011        | Suits                       | Gregory Boone             | épisode "Errors and Omissions"       |
| 2011        | Iceland                     | Todd                      | Dans le pilot, qui n'a pas été vendu |
| 2013        | Touch                       | Kase                      | 4 épisodes                           |
| 2014        | The Carrie Diaries (en)     | Elliot                    | 2 épisodes                           |
| 2014–2017   | Bones                       | James Aubrey              | 56 épisodes (S10E1 à S12E12)         |
| depuis 2019 | FBI                         | Agent Stuart Scola        | depuis la saison 2                   |